# Gare de Mehun-sur-Yèvre
La gare de Mehun-sur-Yèvre est une gare ferroviaire française de la ligne de Vierzon à Saincaize, située sur le territoire de la commune de Mehun-sur-Yèvre, dans le département du Cher, en région Centre-Val de Loire.

## Situation ferroviaire
Établie à 120 m d'altitude, la gare de Mehun-sur-Yèvre est située au point kilométrique (PK) 216,343 de la ligne de Vierzon à Saincaize, entre les gares de Foëcy et de Marmagne.

## Historique
La gare a été ouverte en 1847 par la Compagnie du Centre. La ligne a été électrifiée en 1997. 

## La gare
Mehun-sur-Yèvre est la gare la plus importante située entre Vierzon et Bourges, et la seule de ce tronçon où le bâtiment voyageurs est encore en service avec un guichet ouvert du lundi au vendredi.
Le changement de voie s'effectue par un passage à niveau. C'est la voie 1  en direction de Nevers qui se situe du côté du bâtiment voyageur.

## Fréquentation
De 2015 à 2023, selon les estimations de la SNCF, la fréquentation annuelle de la gare s'élève aux nombres indiqués dans le tableau ci-dessous.
| Année     | 2015   | 2016   | 2017   | 2018   | 2019   | 2020   | 2021   | 2022   | 2023   |
| --------- | ------ | ------ | ------ | ------ | ------ | ------ | ------ | ------ | ------ |
| Voyageurs | 62 482 | 50 612 | 51 129 | 45 373 | 46 896 | 29 672 | 48 108 | 82 908 | 92 551 |

## Service des voyageurs

### Accueil
La gare possède un distributeur automatique de billets TER et Intercités.
Elle possède sur chaque quai un écran interactif TER Centre-Val de Loire / SNCF Direct concernant les évènements tels que travaux, retards et prochains trains en arrivée / départ de cette gare.

### Desserte
En 2012, la gare est desservie par la relation commerciale Vierzon - Bourges (TER Centre-Val de Loire). La gare est desservie également par des trains reliant Orléans à Nevers et Orléans à Bourges.
Depuis le changement d'horaire du 11 décembre 2011, aucun train reliant la gare de Bourges à la gare de Tours ne s'arrête en gare de Mehun-sur-Yèvre.

### Intermodalité
Un arrêt de car Lignes 18 à proximité sur la Ligne 180 Mehun/Vierzon fonctionnait uniquement le mercredi, avant la suppression de la ligne depuis 2014. Des cars scolaires, de la ligne 185, desservent la gare à proximité depuis (station Collège). 
La gare possède un parking vélo.